# Ignacio Rodríguez Mazon
Pour les articles homonymes, voir Rodriguez.
Ignacio Rodríguez Mazon est un joueur de hockey sur gazon espagnol évoluant au poste de milieu de terrain au Club Campo de Madrid et avec l'équipe nationale espagnole.

## Biographie
Ignacio est né le 12 juin 1996 à Santander.

## Carrière
- Débuts en équipe nationale première en juin 2018 à Terrassa lors d'un double match amical contre le Pays de Galles[1],[2].

## Palmarès
- : 2e à l'Euro en 2019[3]